# Tetranitroeten
Tetranitroeten (tetranitroetylen), (O2N)2C=C(NO2)2 – nadzwyczaj nietrwały, silnie reaktywny organiczny związek chemiczny. Powstaje na drodze pirolizy heksanitroetanu, ale jak dotąd nie został wyizolowany, gdyż rozkłada się w warunkach reakcji z wytworzeniem produktów gazowych:
(O2N)3C−C(NO2)3 → 2NO2↑ + [(O2N)2C=C(NO2)2] → NO2↑ + NO↑ + N2O↑ + 2CO2↑
Powstawanie tetranitroetenu jako związku pośredniego przy rozkładzie termicznym heksanitroetanu zostało dowiedzione przez pułapkowanie go cyklopentadienem lub antracenem, z którymi daje produkty cykloaddycji typu Dielsa-Aldera:
Alkohole ulegają addycji do tetranitroetenu z wytworzeniem nietrwałego eteru, który ulega przegrupowaniu i eliminacji N2O3 z wytworzeniem estru kwasu 2,2-dinitrooctowego: